# گروه تاک‌تاک
گروه تاک‌تاک (انگلیسی: TalkTalk Group) شرکت مخابرات بریتانیایی است، که در سال ۲۰۰۳ تأسیس شد.